# Wyoming Highway 22

Der Wyoming Highway 22 (kurz: WYO 22) ist eine 28,21 km lange State Route im US-Bundesstaat Wyoming, die von Westen nach Osten im Teton County verläuft. Die Straße verläuft über den 2570 m hohen Teton Pass und ist daher auch als Teton Pass Highway bekannt.

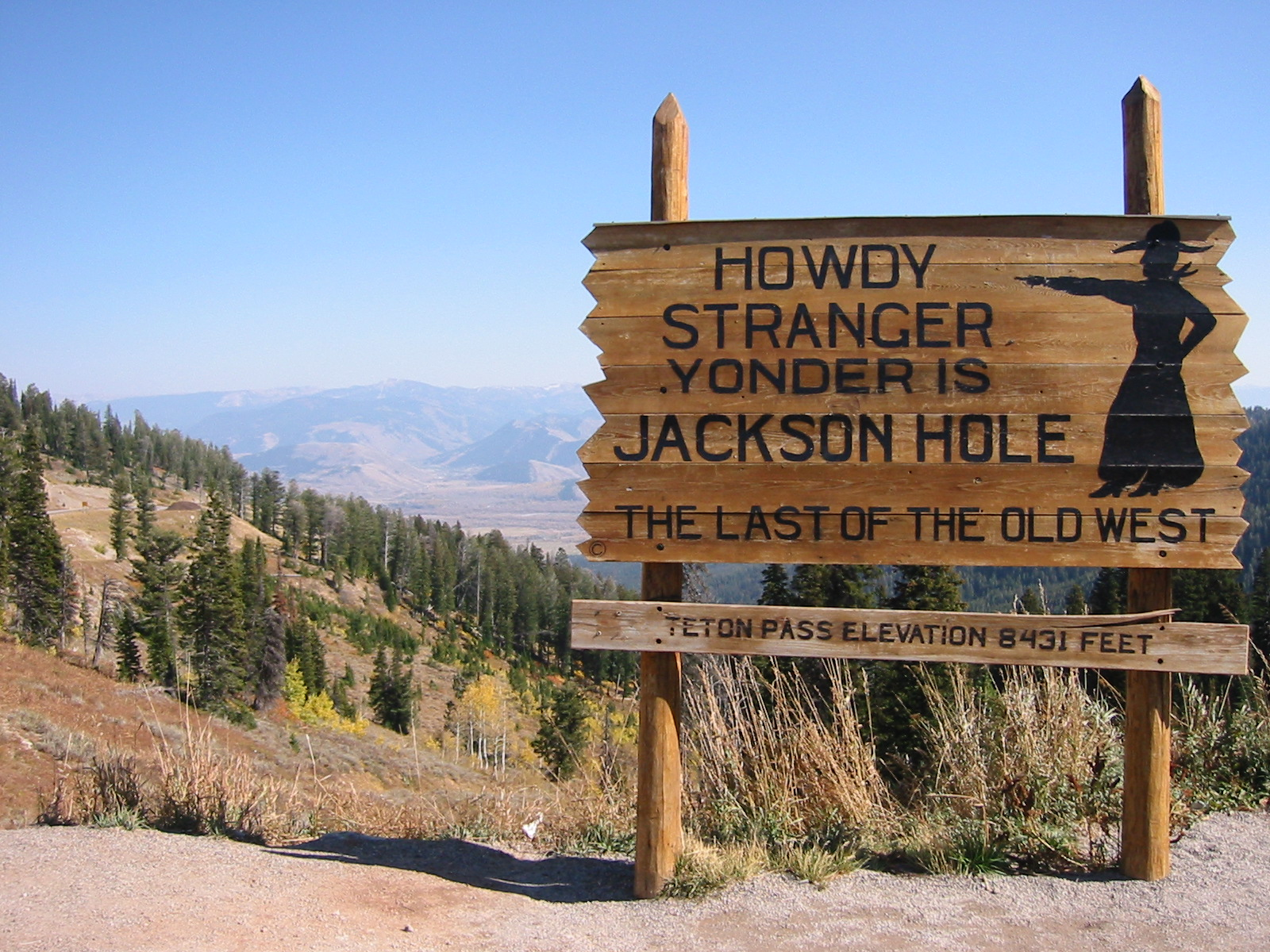
Teton Pass

## Streckenverlauf

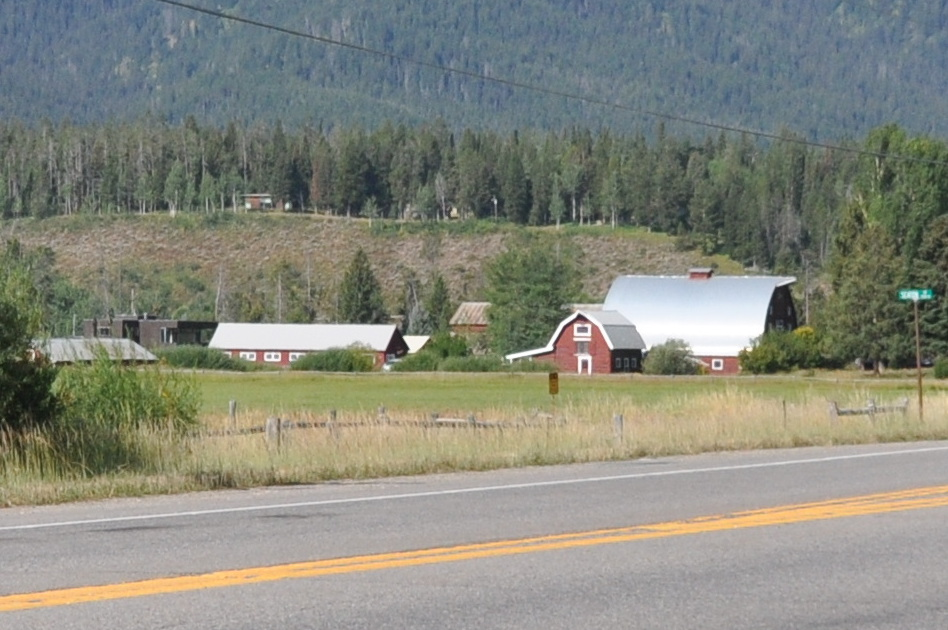
Wilson am Wyoming Highway 22

Der Wyoming Highway 22 beginnt an der Grenze zum Bundesstaat Idaho und verläuft von dort nach Osten hinauf bis zum Teton Pass in den südlichen Ausläufern der Teton Range auf 2570 m Höhe. Auf der anderen Passseite führt die Straße hinab bis nach Wilson im Tal Jackson Hole. Kurz vor Überquerung des Snake Rivers trifft nach 21,74 km von links der von Teton Village kommende Wyoming Highway 390 (Moose-Wilson Road) auf den WYO 22. Der Highway endet in Jackson, wo er auf die hier gebündelten U.S. Highways 26, 89, 189 und 191 trifft. Die gesamte Route befindet sich im Teton County.

## Geschichte
Am Morgen des 6. Juni 2024 bildeten sich große Risse in der Straße in der Nähe des Milepost 12.8 des Teton Pass Highway. Die Straße wurde zur Reparatur vorübergehend gesperrt. Zwei Tage später, am 8. Juni, stürzte derselbe Abschnitt des Wyoming Highway 22 durch einen Murgang ein. Die gesamte Strecke wurde daraufhin auf unbestimmte Zeit gesperrt.

## Belege
1. 1 2  AARoads: Wyoming State Route Log: 1 through 99. Abgerufen am 18. September 2021 (amerikanisches Englisch).
2. ↑  News Team: Teton Pass back open after large cracks found in road. In: Local News 8. 6. Juni 2024, abgerufen am 9. Juni 2024 (amerikanisches Englisch).
3. ↑  Raja Razek, Susannah Cullinane: ‘Catastrophic landslide’ closes critical mountain highway between Wyoming and Idaho. 8. Juni 2024, abgerufen am 9. Juni 2024 (englisch).